# Glenealy
Glenealy (irl. Gleann Fhaídhle) – wieś w Irlandii, w prowincji Leinster, w hrabstwie Wicklow, oddalona o 8 km na zachód od miasta Wicklow, znajdująca się przy drodze regionalnej R752 i przy linii kolejowej Dublin-Rosslare.
Wieś jest dobrze skomunikowana. Autobusu firmy Bus Éireann oferują połączenia do Dublina, Bray, Wicklow, Rathnew, Rathdrum, Avoca i Arklow.